# تقييم الأداء الشامل
في المملكة المتحدة يتم تقييم الأداء الشامل (CPA) بواسطة لجنة التدقيق التي تقيّم أداء كل سلطة محلية والخدمات التي تقدمها للسكان المحليين.
وأول مرة مثلت فيه لجنة التدقيق تقييم الأداء الشامل كان في 2002، ونشأت كاستجابة للتغييرات التي حدثت في البيئة التشغيلية والتنظيمية، مما أدى إلى ارتفاع التوقعات العامة وأداء الحكومة المحلية ذاتها".
ويقوم الأداء الشامل بقياس مدى جودة الخدمات التي تقدمها المجالس للسكان المحليين والمجتمعات. وتنظر للأداء من خلال مدى من وجهات النظر وتتضمن مجموعة من الأحكام لتوفير مدى مبسط ومفهوم وصورة أكثر اكتمالاً حول المواضع التي يجب تركيز النشاط بها لضمان التحسن.
وتم استبدال تقييم الأداء الشامل في أبريل 2009.
ملحوظة: لا يجب الخلط بين تقييم الأداء الشامل والتقارير المالية السنوية (CAFR) وهي إجراء بدأ بعد الحرب العالمية الثانية في الولايات المتحدة (حلت محل ممارسات «خارج الدفاتر» مثل «مجموعة حساب الأصول الثابتة العامة»)؛ وتعتبر التقارير المالية السنوية إحدى التقارير المالية الحكومية المعيارية العديدة.

## وصلات خارجية
- CPA Homepage
- Audit Commission Homepage
- District Council CPA Framework from 2006